# 村上海斗
村上 海斗（むらかみ かいと、1995年7月7日 - ）は、京都府綴喜郡井手町出身の元プロ野球選手（外野手・投手）。

## 経歴

### プロ入り前
井手町立井手小学校では4年生のとき軟式の井手ジャガーズで野球を始める。井手町立泉ヶ丘中学校では南山城ボーイズに所属した。
北照高校進学後、控えの投手兼外野手として2年春、3年春・夏の3度甲子園に出場した。甲子園通算4試合、打率.167(6打数1安打)。高校の同期には吉田雄人、1学年後輩には齋藤綱記がいる。
奈良学園大学に投手として入学。しかし、肩の状態が思わしくなかったことから2年より外野手に転向し、その春からリーグ戦に出場。3年の第65回全日本大学野球選手権大会では準々決勝の関西国際大学では本塁打を放ち、勝利に貢献。準決勝の吉川尚輝擁する中京学院大学戦では敗れはしたものの、4打数3安打2打点と活躍した。4年春にはリーグ戦で打率.320、2本塁打を放ち、ベストナインを獲得した。大学の同期には宮本丈がいる。
2017年のプロ野球ドラフト会議で読売ジャイアンツから7巡目で指名され、契約金3000万円、年俸800万円（金額は推定）という条件で入団した。

### 巨人時代
プロ1年目の2018年は主に三軍での出場となり、二軍戦への出場は僅か15試合。少ない試合数ながら2本塁打を放つも、打率は.162だった。手首の故障やリウマチに苦しみ、さらには胃腸炎を2度も発症し、体重を10kg以上も減らしてしまった。
2020年7月8日、右打ちから両打ちに変更することが発表された。プロ1年目の2018年から3年間の二軍公式戦での打率は1割台で、3年目の2020年は主戦場となっていた三軍でも打率1割台の成績だった。同年11月2日に戦力外通告を受けた。
現役続行を希望し、12月7日のNPB12球団合同トライアウトに参加したものの、3打数3三振1四球の結果に終わった。

### 独立リーグ時代
その後、大学1年生以来の投手のポジションへ復帰し、投手としてNPB復帰を目指すことを決断。2021年1月17日、関西独立リーグ（さわかみ関西独立リーグ）の堺シュライクスと投手として契約した。同年秋のNPBトライアウト受験を目標としていたが、実際には参加しなかった。
2022年5月12日開催の古巣・巨人三軍との交流戦選抜メンバーに、同じく元巨人の折下光輝、山川和大、工宜とともに入り、試合では9回に救援登板し、1回を被安打1、無失点の好投を見せた。また、6月16日開催のソフトバンク三軍との交流戦選抜メンバーにも入った。この年は1試合だけ外野手としても出場した。同年は公式戦で4セーブを記録し、リーグの最多セーブのタイトルを獲得した（06BULLSの中村雅友と同数）。昨年は参加しなかった同年11月8日開催のNPBトライアウトに参加し、3人の打者に対するシート打撃で2三振を含む三者凡退に抑え込み、参加者の中では最速の球速150km/hを計測した。12月27日にはファン投票によってこの年に初めて選出が行われたリーグのベストナインに抑え選手として選出されたが、同日、堺を自由契約となったことが発表された。

### 社会人野球時代
2023年は社会人野球クラブチームのジェイファムでプレーしたが、同部は同年末をもって休部した。
現在は野球用品店の「GLOVE BOX OSAKA」に勤務する。

## 選手としての特徴
身長189cmの大型外野手で遠投110メートル、50メートル5.8秒の俊足強肩。目標とする選手に同郷の糸井嘉男を挙げている。
高校時代の最高球速は145km/h。巨人入団後の2019年秋にブルペンで送球練習を行った際には147km/hを記録している。投手のポジションへの復帰後である2022年の12球団合同トライアウトでは150km/hを記録した。

## 詳細情報

### 年度別打撃成績
一軍公式戦出場なし

### 独立リーグでの投手成績
| 年 度     | 球 団     | 登 板 | 先 発 | 完 投 | 完 封 | 無 四 球 | 勝 利 | 敗 戦 | セ 丨 ブ | ホ 丨 ル ド | 勝 率 | 打 者 | 投 球 回 | 被 安 打 | 被 本 塁 打 | 与 四 球 | 敬 遠 | 与 死 球 | 奪 三 振 | 暴 投 | ボ 丨 ク | 失 点 | 自 責 点 | 防 御 率 | W H I P |
| --------- | --------- | ----- | ----- | ----- | ----- | -------- | ----- | ----- | -------- | ----------- | ----- | ----- | -------- | -------- | ----------- | -------- | ----- | -------- | -------- | ----- | -------- | ----- | -------- | -------- | ------- |
| 2021      | 堺        | 7     | 0     | 0     | 0     | 0        | 0     | 1     | 0        | 2           | .000  | 32    | 7.0      | 10       | 0           | 2        | -     | 0        | 9        | 1     | 0        | 5     | 5        | 6.43     | 1.71    |
| 2022      | 堺        | 21    | 1     | 0     | 0     | 0        | 1     | 2     | 4        | 1           | .333  | 111   | 21.2     | 27       | 0           | 14       | -     | 2        | 27       | 2     | 1        | 15    | 9        | 3.74     | 1.89    |
| 通算：2年 | 通算：2年 | 28    | 1     | 0     | 0     | 0        | 1     | 3     | 4        | 3           | .250  | 143   | 28.2     | 37       | 0           | 16       | -     | 2        | 36       | 3     | 1        | 20    | 14       | 4.39     | 1.85    |

- 2022年度シーズン終了時
- 太字はリーグ最多

### 背番号
- 66（2018年 - 2022年）